# 宮古風佳
宮古 風佳（みやこ ふうか、8月26日 - ）は、日本の女性声優。京都府出生、大阪府出身。賢プロダクション所属。

## 人物
幼い頃から興味の範囲が広く趣味が多く、体を動かすことが得意だった。
中学生の頃に「一度しかない人生を楽しむために自分の好きな物が詰まった仕事をしたい」と思い、声優を目指した。
スクールデュオ23期生。
趣味は歌、イラスト、TRPG、ゲーム。特技は大阪弁、ダンス。

## 出演
太字はメインキャラクター

### テレビアニメ
2024年
- マッシュル-MASHLE- 神覚者候補選抜試験編（生徒）

2025年
- キミとアイドルプリキュア♪（みゆ、同級生、キラキランドの妖精、研究会会員）
- 履いてください、鷹峰さん（女性A、大学生A）
- ぷにるはかわいいスライム（異世界店員）
- 怪獣8号（生徒）

### 劇場アニメ
- 劇場版 うたの☆プリンスさまっ♪ TABOO NIGHT XXXX（2025年、歓声キャスト）

### Webアニメ
- スーパーチームフォー（2023年、マージョリー）
- ドラゴン娘になりたくないっ!（2023年、地封院 ギャイ[11]）
- 下の階には澪がいる（2024年、学生女2[12]、中華屋客女[12]、実行委員[12]、店員[12]、通行人[12]）

### 吹き替え

#### テレビアニメ
- シークレット・レベル（2024年）

#### テレビドラマ
- ファーゴ シーズン5（2023年、スコッティ・ライオン）
- シカゴ・メッド シーズン9（2025年）

### オーディオドラマ
- 移民と野獣（2023年）

### テレビ
- 浪川&岡本 ボイコミ ラボ

### 舞台
- 劇団原付シネマ公演
  - 「君じゃなきゃ、ダメなんだ!」（2023年）
  - 「最低な俺の、最高の本音!」（2024年）